# Laurent Micheli
Laurent Micheli (Bruxelles, 9 ottobre 1982) è un regista e sceneggiatore belga di teatro e cinema.

## Biografia
Dopo aver lavorato per circa dieci anni a teatro, Micheli debutta al cinema con Even Lovers Get the Blues (2016), film realizzato e prodotto in qualità di studente a La Fémis.
Il suo secondo film, Lola (2019), riceve il plauso della critica e ottiene sette candidature ai Premi Magritte 2020, tra cui miglior film e miglior regia per Micheli. Il film ruota attorno alle vicende personali e famigliari del personaggio eponimo, una ragazza transessuale interpretata da Mya Bollaers.